# Lamedo
Lamedo es una localidad perteneciente al municipio de Cabezón de Liébana, Cantabria (España). Está situada a 750 metros sobre el nivel del mar y en 2008 contaba con una población empadronada de 31 habitantes, que en la temporada de verano aumenta considerablemente.

## Geografía
Es un mirador natural espléndido del macizo central de los Picos de Europa y se encuentra situado al fondo de un alargado valle a 14 kilómetros de Potes en la comarca de Liébana.
Está rodeado de unos impresionantes bosques de robles, hayas y roble albar.

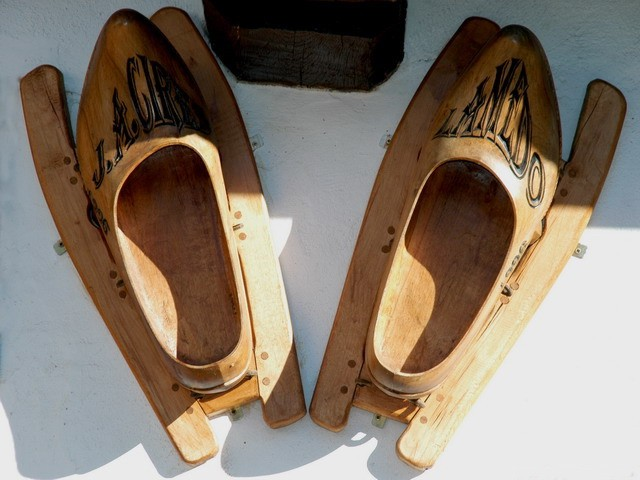
Albarcas o almadreñas en Lamedo.

Fue cuna de grandes albarqueros, que exportaba sus creaciones a La Pernía para intercambiar por trigo y otros enseres. En la actualidad aún queda uno de ellos (Juan Antonio Cires), aunque la producción actual es solo para el turismo.

## Río Lamedo
Lamedo o Lameo es también el nombre de un río (río Lamedo) que nace un poco más arriba de esta localidad, la cruza, pasa por Buyezo, San Andrés y Puente Asnil y desagua en el río Buyón o Bullón, del que es afluente, siendo por lo tanto subafluente del río Deva. Este río traza a su paso por las estribaciones de Peña Sagra un valle, llamado Valderrodíes, en el que están las localidades ya mencionadas y Perrozo. 

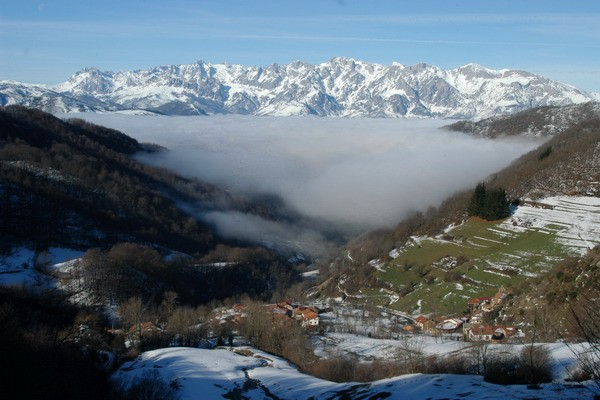
Los Picos de Europa desde Lamedo.